# Jon Halliday
Jon Halliday é um historiador e escritor britânico, especializado na história da Rússia, freqüentador sênior do King's College de Londres. Jon Halliday é irmão do historiador Fred Halliday.
Halliday escreveu uma biografia do cineasta Douglas Sirk e escreveu e editou sete outros livros. Ele e sua esposa, Jung Chang, vivem atualmente em Notting Hill, Londres. Juntos, eles pesquisaram e escreveram a popular biografia de Mao Tsé-Tung, Mao: A História Desconhecida, que recebeu grandes elogios, bem como sérias críticas e impulsionou um debate na comunidade acadêmica. 

## Obras
- Sirk on Sirk: Interviews with Jon Halliday (em português Sirk em Sirk: Entrevistas com Jon Halliday (Secker & Warburg 1971), ISBN 0-436-09924-1
- Japanese Imperialism Today: "Co-prosperity in Greater East Asia" (em português O imperialismo japonês Hoje: "Co-prosperidade da Grande Ásia Oriental) (Penguin Group 1973), ISBN 0-14-021669-3 (com Gavan McCormack)
- The Psychology of Gambling (em português A Psicologia do Jogo) (Allen Lane 1974), ISBN 0-7139-0642-1 (com Peter Fuller)
- A Political History of Japanese Capitalism (em português A história política do Capitalismo Japonês) (Monthly Review 1975), ISBN 0-85345-471-X
- The Artful Albanian: Memoirs of Enver Hoxha (em português O Astuto Albanês: Memórias de Enver Hoxha) (Chatto & Windus 1986), ISBN 0-7011-2970-0
- Mme Sun Yat-sen (Soong Ching-ling) (Penguin 1986), ISBN 0-14-008455-X (with Jung Chang)
- Korea: The Unknown War (em português Coréia: A Guerra Desconhecida (Viking 1988), ISBN 0-670-81903-4 (com Bruce Cumings)
- Mao: The Unknown Story (em português Mao: A História Desconhecida) (Jonathan Cape 2005) ISBN 0-224-07126-2 (com Jung Chang)